# Zenit (nosná raketa)
Zenit (ukrajinsky Зеніт) je rodina nosných ukrajinsko-ruských raket navržených společnosti Pivdenne a vyráběných kanceláři Pivdenmaš ve výrobním závodu Južmaš na Ukrajině, která byla tehdy součástí Sovětského svazu. Verze Zenit 2SLBF, označovaná též jako Zenit 3F má na prvním a druhém stupni motory vyráběné v Rusku. Nad druhým stupněm pak najdeme horní stupeň Fregat SB, vyráběný taktéž v Rusku, konkrétně ve výrobní kanceláři Lavočkin na území Ruské Federace. Zenit byl původně postaven v roce 1980 pro dva účely: jako raketový urychlovací blok pro raketu Eněrgija a jako střední nosič vybavený druhým stupněm s nosností větší než u Sojuzu, ale menší než u Protonu. Zenit patří mezi poslední rodinu raket vyvinutých v SSSR, ty měly postupně nahrazovat rakety z padesátých let. Hlavním důvodem byly bezpečnější pohonné látky, méně toxické než u Protonu. Zenit měl také v plánu vynášet pilotované kosmické lodě Sojuz, ale tyto plány byly zrušeny po rozpadu Sovětského svazu v roce 1991.

## Varianty
- Zenit-2

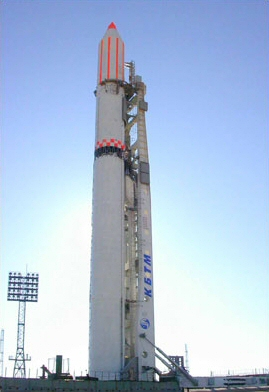
Zenit-2

Zenit-2 byl prvním členem rodiny raket, který se skládá ze dvou stupňů. První používá motor RD-171 a druhý stupeň pohání motor RD-120. Raketa poprvé vzlétla 13. dubna 1985. Zkušební let však nebyl úspěšný. První úspěšný let nastal dne 22. října 1985.
- Eněrgija

První stupeň Zenitu byl použit jako urychlovací bloky (boostery) pro raketu Eněrgija. Čtyři tyto bloky byly připojeny k centrálnímu stupni rakety pro využití maximálního tahu při startu. Stejným způsobem byly použity pomocné raketové stupně SRB na americkém raketoplánu Space Shuttle. Eněrgija učinila dva lety před tím, než byl program ukončen.
- Zenit-3SL

Zenit-3SL je třístupňová nosná raketa vyvinutá pro konsorcium Sea Launch. Jedná se o kombinaci dvoustupňové rakety Zenit-2S postavené ukrajinským Pivdenne / Pivdenmaš s horním stupněm Blok DM-SL, který poskytuje ruská RKK Eněrgija. Ochranný kuželový kryt nákladu poskytuje společnost Boeing. Rakety používané v Sea Launch jsou shromážděny v Long Beach v Kalifornii a startují z mořské plošiny Ocean Odyssey, která se nachází na rovníku. Ocean Odyssey se také používá k přepravě raket na místo startu. V Rusku byl vyroben také motor prvního stupně RD-171 společnosti NPO Energomaš a většina řídících systémů raket typu -3SL.
- Zenit-2M / Zenit-2SLB

Zenit-2M je nová verze Zenitu 2 s modernizovaným řídícím systémem a modernizovanými motory. První start Zenit-2M byl zahájen 29. června 2007, nesoucí ruskou vojenskou družici Celina-2. Označení Zenit-2SLB se vztahuje na komerční starty zajišťované Land Launch, dceřiné společnosti Sea Launch, která začala vypouštět družice z kosmodromu Bajkonur v roce 2008.
- Zenit-3M / Zenit-3SLB

Zenit-3M je vlastně Zenit-2M s přidaným horním stupněm Blok DM, který je použit také na Zenitu-3SL. První start proběhl z Bajkonuru 28. dubna 2008. Komerční Land Launch verze je pod označením Zenit-3SLB.
- Zenit-3F / Zenit-3SLBF

Zenit-3F, známý také jako Zenit-2SB/Fregat, je třístupňový derivát Zenitu-2M, s použitím horního stupně Fregat, který používají i rakety Sojuz. Při jeho prvním startu byl 20. ledna 2011 vynesen satelit Elektro-L 1 pro ruskou vládu.

## Specifikace
|                   | Zenit-2             | Zenit-2M            | Zenit-3SL           | Zenit-3SLB          | Zenit-3F            |
| ----------------- | ------------------- | ------------------- | ------------------- | ------------------- | ------------------- |
| Výška             | 57 m                | 57 m                | 59,6 m              | 59,6 m              | 59,6 m              |
| Hmotnost          | 460 000 kg          | 460 000 kg          | 462 200 kg          | 471 000 kg          | 471 000 kg          |
| Počet stupňů      | 2                   | 2                   | 3                   | 3                   | 3                   |
| Nosnost na LEO    | 13 740 kg           | 12 030 kg           | –                   | –                   | –                   |
| Nosnost na GTO    | –                   | –                   | 6 160 kg            | 3 750 kg            | 4 000 kg            |
| Status            | vyřazena            | vyřazena            | aktivní             | aktivní             | aktivní             |
| Kosmodrom         | Bajkonur            | Bajkonur            | Sea Launch          | Bajkonur            | Bajkonur            |
| První start       | 13. dubna 1985      | 29. června 2007     | 28. března 1999     | 28. dubna 2008      | 20. ledna 2011      |
| Poslední start    | 10. června 2004     | 8. listopadu 2011   | 26. května 2014     | 31. srpna 2013      | 26. prosince 2017   |
| První stupeň      |                     |                     |                     |                     |                     |
| Motor             | 1x RD-171           | 1x RD-171           | 1x RD-171           | 1x RD-171           | 1x RD-171           |
| Tah               | 8 180 kN            | 8 180 kN            | 8 180 kN            | 8 180 kN            | 8 180 kN            |
| Specifický impuls | 337 s               | 337 s               | 337 s               | 337 s               | 337 s               |
| Doba zážehu       | 150 s               | 150 s               | 150 s               | 150 s               | 150 s               |
| Palivo            | RP-1/LOX            | RP-1/LOX            | RP-1/LOX            | RP-1/LOX            | RP-1/LOX            |
| Druhý stupeň      |                     |                     |                     |                     |                     |
| Motor             | 1x RD-120 a 1x RD-8 | 1x RD-120 a 1x RD-8 | 1x RD-120 a 1x RD-8 | 1x RD-120 a 1x RD-8 | 1x RD-120 a 1x RD-8 |
| Tah               | 912 kN a 79,5 kN    | 912 kN a 79,5 kN    | 912 kN a 79,5 kN    | 912 kN a 79,5 kN    | 912 kN a 79,5 kN    |
| Specifický impuls | 349 s               | 349 s               | 349 s               | 349 s               | 349 s               |
| Doba zážehu       | 315 s               | 315 s               | 315 s               | 315 s               | 315 s               |
| Palivo            | RP-1/LOX            | RP-1/LOX            | RP-1/LOX            | RP-1/LOX            | RP-1/LOX            |
| Třetí stupeň      |                     |                     |                     |                     |                     |
| Název             | –                   | –                   | Block DM-SL         | Block DM-SLB        | Fregat-SB           |
| Motor             | –                   | –                   | 1x RD-58M           | 1x RD-58M           | 1x S5.92            |
| Tah               | –                   | –                   | 84,9 kN             | 84,9 kN             | 19,6 kN             |
| Specifický impuls | –                   | –                   | 352 s               | 352 s               | 327 s               |
| Doba zážehu       | –                   | –                   | 650 s               | 650 s               | 877 s               |
| Palivo            | –                   | –                   | RP-1/LOX            | RP-1/LOX            | UDMH/N2O4           |